# 북정절도사
북정절도사(北庭節度使)는 당나라가 서역에 천산북로(天山北路)의 부(部)를 방어하기 위해 설치한 절도사로, 천보 10절도사 중 하나이다.

## 역사
712년 9월, 북정도호가 북정절도사를 거느렸다.
727년, 북정절도사에서 이서북정절도사(伊西北庭節度使)를 분리하였다.
731년, 안서절도사와 합병하여 안서사진북정절도사(安西四鎭北庭節度使)가 되었다.
741년, 다시 북정절도사와 안서절도사를 분리하였다.
북정절도사는 돌기시(突騎施), 견곤(堅昆)을 방어하였고, 한해군(瀚海軍), 천산군(天山軍), 이오군(伊吾軍), 서주(西州), 이주(伊州)를 관할하였으며, 2만 명을 거느렸다.
790년, 북정이 회골(回鶻)에게 함락당하였고, 경원절도사가 영북정절도(領北庭節度)를 겸하였다.

## 역대 절도사
- 장숭(張嵩, 722년 ~ ?)
- 개가운(蓋嘉運, 736년)
- 이공(李珙, 756년)
- 이원충(李元忠, 781년 ~ ?)

### 회주(懷州)에 주둔한 진서북정행영절도사(鎭西北庭行營節度使)
- 이사업(李嗣業, 758년 ~ 759년)
- 여비원례(荔非元禮, 759년 ~ 762년)
- 백효덕(白孝德, 762년)

## 같이 보기
- 북정도호부

## 참고 문헌
- 《신당서·방진표(方鎭表)》